# フライ・バイ・ナイト
「フライ・バイ・ナイト」は、1979年11月1日にCBS・ソニーから発売された川﨑麻世の9枚目のシングル。

## 概要
10枚目「宇宙空母ブルーノア 〜大いなる海へ〜」と同時発売。
アメリカ映画『ドラキュラ都へ行く（Love at First Bite）』の主題歌 （歌：パット・ホッジス）のカバー。

## 収録曲
作詞：伊藤アキラ／編曲：田辺信一
1. フライ・バイ・ナイト
  - 作曲：C.Bernstein, S.Hines,J.Long,D.Level
2. 恋の終りに
  - 作曲：D.Cugini,A.DiTaranto